# Poecilarcys ditissimus
Poecilarcys ditissimus är en spindelart som först beskrevs av Simon 1885.  Poecilarcys ditissimus ingår i släktet Poecilarcys och familjen hjulspindlar.
Artens utbredningsområde är Tunisien. Inga underarter finns listade i Catalogue of Life.